# Susan O'Connor
Susan O'Connor (née le 3 mai 1977 à Calgary) est une curleuse canadienne.

## Palmarès
Jeux olympiques
| Épreuve / Édition | Vancouver 2010 |
| Curling           | Argent         |